# Paradoxe de Grossman et Stiglitz
 (novembre 2022).
Le paradoxe de Grossman et Stiglitz est un paradoxe économique selon lequel les marchés efficients ne peuvent pas exister car, si les prix reflétaient bel et bien l'information disponible sur les marchés, alors rassembler des informations pour battre le marché serait inutile ; dans ce cas, il n'y aurait pas de raison d'échanger sur les marchés, et les marchés s'effondreraient. Il a été formulé par Sanford J. Grossman et Joseph E. Stiglitz en 1980.

## Concept
Le paradoxe de Grossman et Stiglitz permet de soutenir qu'en présence de l'hypothèse des marchés efficients, les marchés ne sauraient fonctionner. Une des hypothèses fondamentales de la théorie des marchés efficients de Eugène Fama est l'efficience informationnelle des prix. Le prix est censé révéler de manière intégrale et parfaite l'information disponible sur le marché. Or, si le prix intègre d'emblée toute l'information, alors toute incitation à s'informer disparaît, car ce n'est que cette analyse de l'information qui permet de profiter du marché. Si les prix ne reflètent pas l'information disponible, alors l'investisseur a intérêt à s'informer pour tirer profit de l'imperfection. Corrigeant l'imperfection, l'investisseur qui a réussi supprimer l'incitation des autres à s'informer. Ainsi, le prix efficient désincite à l'acquisition d'information.
Ainsi, la transparence parfaite empêcherait les transactions.

## Historique
Le paradoxe de Grossman et Stiglitz fait l'objet d'une première publication dans l'American Economic Review en 1980. Plusieurs articles sont publiés dans son sillage pour le discuter.

## Postérité
Jensen a cherché à répondre au paradoxe en proposant une nouvelle définition de l'efficience[C'est-à-dire ?].